# Adriana Guerrini
Adriana Guerrini (Firenze, 22 settembre 1907 – Milano, 24 aprile 1970) è stata un soprano italiano.

## Biografia
Dotata di voce di soprano drammatico, dopo aver studiato a Firenze e al Conservatorio Santa Cecilia a Roma, esordì sul finire degli anni trenta alla radio, interpretando Louise di Charpentier, Siberia di Giordano e Il tabarro di Puccini.
Il debutto sul palcoscenico avvenne nel 1941 a Forlì in Cavalleria rusticana, seguita l'anno successivo da La forza del destino al Teatro Massimo di Palermo, che dette inizio a una brillante carriera nei principali teatri italiani: Teatro dell'Opera di Roma (Madama Butterfly, Andrea Chenier), Teatro Comunale di Bologna (La traviata, Aida, Tannhäuser),  Teatro San Carlo di Napoli (Un ballo in maschera, Il trovatore, Tosca, Cavalleria rusticana), Arena di Verona (Ifigenia in Aulide, Il cavaliere della rosa), Maggio Musicale Fiorentino (Madama Butterfly).
Nel 1946 debuttò come Marescialla nel Cavaliere della rosa alla Scala, dove ritornò nel 47 con Siberia e nel 53 con Il trovatore. Nel 1951 partecipò alle celebrazioni radiofoniche della RAI per il cinquantenario della morte di Verdi interpretando I masnadieri. Condusse anche una notevole carriera internazionale, apparendo alla Staatsoper di Vienna, a Parigi, Barcellona, Lisbona, Zurigo.
Oltre ai titoli citati, affrontò La straniera, La battaglia di Legnano, Otello, Falstaff, Manon Lescaut, La Wally, Mefistofele.

## Repertorio
| Ruolo                    | Titolo                  | Autore      |
| ------------------------ | ----------------------- | ----------- |
| Alaide                   | La straniera            | Bellini     |
| Margherita               | Mefistofele             | Boito       |
| Wally                    | La Wally                | Catalani    |
| Louise                   | Louise                  | Charpentier |
| Adriana Lecouvreur       | Adriana Lecouvreur      | Cilea       |
| Gloria                   | Gloria                  | Cilea       |
| Maddalena di Coigny      | Andrea Chénier          | Giordano    |
| Stephana                 | Siberia                 | Giordano    |
| Ifigenia                 | Ifigenia in Aulide      | Gluck       |
| Margherita               | Faust                   | Gounod      |
| Santuzza                 | Cavalleria rusticana    | Mascagni    |
| Iris                     | Iris                    | Mascagni    |
| Manon Lescaut            | Manon                   | Massenet    |
| Baronessa di Carini      | Baronessa di Carini     | Mulè        |
| Manon Lescaut            | Manon Lescaut           | Puccini     |
| Mimì                     | La bohème               | Puccini     |
| Floria Tosca             | Tosca                   | Puccini     |
| Cio-Cio-San              | Madama Butterfly        | Puccini     |
| Giorgetta                | Il tabarro              | Puccini     |
| La Marescialla Ottaviano | Il cavaliere della rosa | Strauss     |
| Amalia                   | I masnadieri            | Verdi       |
| Lida                     | La battaglia di Legnano | Verdi       |
| Leonora                  | Il trovatore            | Verdi       |
| Violetta Valéry          | La traviata             | Verdi       |
| Amelia                   | Un ballo in maschera    | Verdi       |
| Donna Leonora di Vargas  | La forza del destino    | Verdi       |
| Aida                     | Aida                    | Verdi       |
| Desdemona                | Otello                  | Verdi       |
| Mrs. Alice Ford          | Falstaff                | Verdi       |
| Elisabeth                | Tannhäuser              | Wagner      |

## Discografia
- La traviata, con Luigi Infantino, Paolo Silveri, dir. Vincenzo Bellezza - HMV 1946
- Manon Lescaut (selez.), con Beniamino Gigli, Mario Borriello, dir. Alfredo Simonetto - dal vivo RAI-Milano 1950 ed. Melodram/IDIS
- I masnadieri, con Sesto Bruscantini, Renato Capecchi, Ralph Lambert, Angelo Mercuriali, dir. Alfredo Simonetto - dal vivo Rai-Milano 1951 ed. EJS
- Tosca, con Gianni Poggi, Paolo Silveri, dir. Francesco Molinari Pradelli - Cetra 1952
- La forza del destino, con Giuseppe Campora, Anselmo Colzani, Giuseppe Modesti, Miriam Pirazzini, dir. Armando La Rosa-Parodi - Urania 1952